# Skorpeds kyrka
Skorpeds kyrka är en kyrkobyggnad som tillhör Skorpeds församling i Härnösands stift. Kyrkan ligger i Skorpeds kyrkby i Örnsköldsviks kommun.

## Kyrkobyggnaden
1775 bildades ett kapellag i Skorpeds socken och ett kapell uppfördes 1776. 1844 revs kapellet. Nuvarande träkyrka i empirstil uppfördes efter ritningar av Lars David Geting. 1843 var långhuset var färdigt och kyrkan togs i bruk. 1847 Uppfördes ett kyrktorn och kyrkklockan flyttades över från gamla kyrkans klockstapel som revs. 1848 ägde invigningen rum.

## Inventarier
- En takkrona i trä fanns i tidigare kapell.
- Predikstolen är tillverkad 1846 av Nils Olov Nylén.
- Altartavlan är utförd av Doris Belfrage och skänkt 1930 till kyrkan av Forss AB.
- Läktarorgeln kom till kyrkan 1891. En fristående orgel byggd av Grönlunds Orgelbyggeri tillkom 1970.

### Webbkällor
- byggnadspresentation